# Beffroi de Doullens
Le Beffroi de Doullens est un beffroi situé à Doullens, au nord du département de la Somme. Il est inscrit au patrimoine mondial de l'UNESCO au titre de Beffrois de Belgique et de France depuis 2005.

## Historique

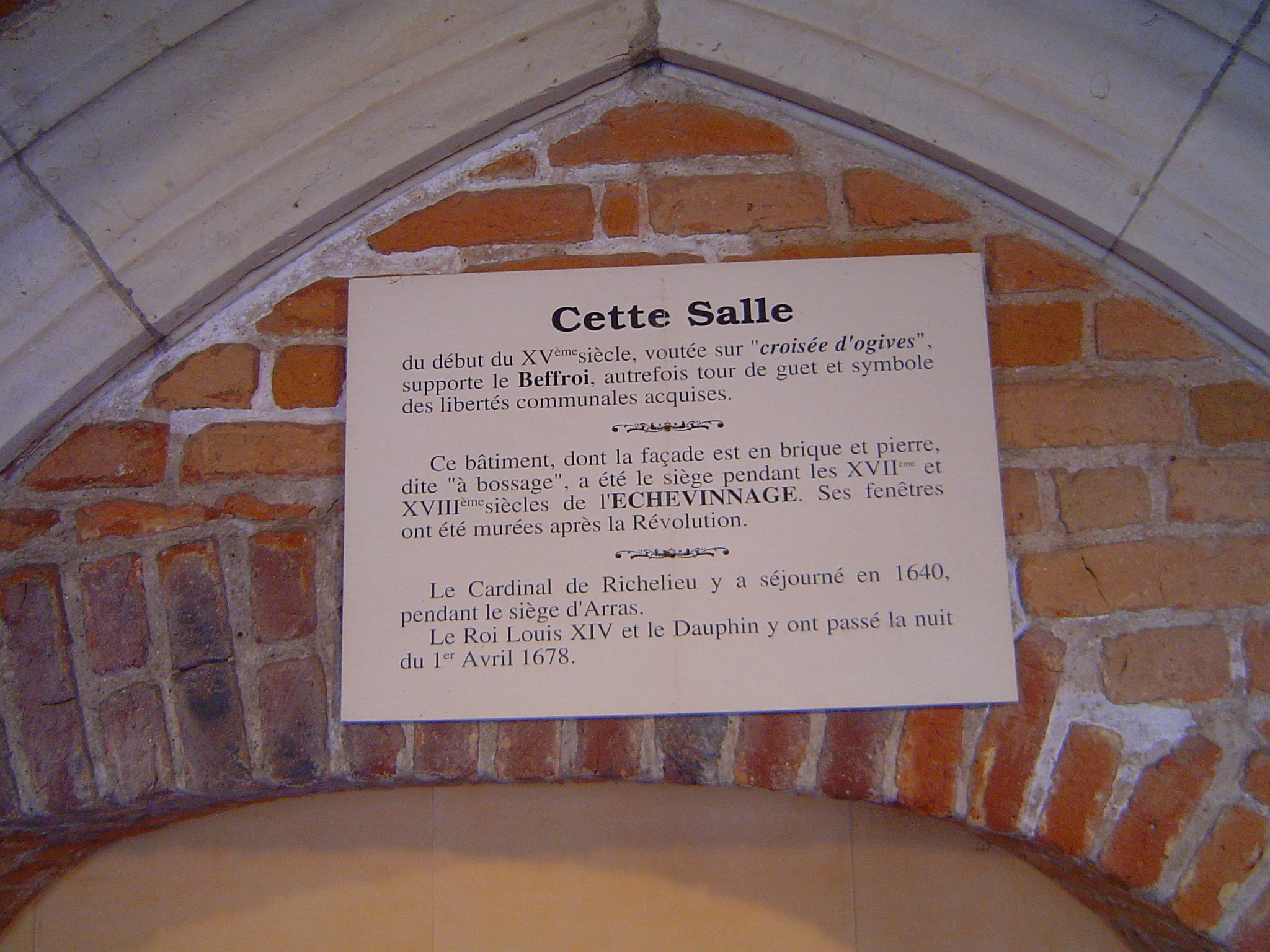
Plaque au rez-de-chaussée du beffroi.

En 1286, la commune de Doullens acquit la tour seigneuriale pour en faire son beffroi. Le beffroi fut plusieurs fois détruit par des incendies et fut à chaque fois reconstruit. La dernière reconstruction date de 1613.
En 1653, les Espagnols s’emparèrent de la cloche d'Auxi-le-Château. Le gouverneur de Doullens la reprit et l’installa dans le beffroi. Les habitants d'Auxi vinrent la réclamer aux habitants de Doullens qui ne voulant plus s'en défaire la rachetèrent.
Doullens et son beffroi reçurent la visite d'éminents personnages comme : le Cardinal de Richelieu et Louis XIII pendant le siège d'Arras en 1640 ou Louis XIV et le Dauphin qui y séjournèrent en 1678.
En 1861, la partie supérieure du beffroi fut restaurée avec l'adjonction d'une horloge.
La façade et la couverture de l'ancienne maison commune donnant sur la rue, la tour et beffroi en charpente (cad. N 264) furent inscrits sur la liste des monuments historiques par arrêté du 18 mai 1966.

## Caractéristiques
Le beffroi de Doullens haut de 28 m surmonte l'ancienne maison communale. Il est construit en brique et pierre comme beaucoup de monuments de la Picardie aux XVIIe et XVIIIe siècles. Il présente une allure quelque peu penchée et son sommet de forme originale abrite la guérite du guetteur recouverte d'ardoise.
Le beffroi s'élève sur quatre niveaux : le rez-de-chaussée, entièrement bâti en pierres de taille, est percé d’un grand porche et de trois portes perchées auxquelles on accède par un perron. À gauche se trouve le corps de garde, à droite la prison qui aujourd’hui abrite l’office de tourisme. La porte centrale s’ouvre sur un vestibule voûté.
Le beffroi contient trois cloches dont le fameux bourdon « Jeanne d'Auxi », fondu en 1541, qui sonne toutes les heures.